# Додогорский, Пётр Викторович
Пётр Викторович Додогорский (1909—1976) — полковник Советской Армии, участник Великой Отечественной войны, Герой Советского Союза (1945).

## Биография
Пётр Додогорский родился 9 января 1909 года в селе Ярополец (ныне — Волоколамский район Московской области) в семье служащего. С 1923 года проживал и работал в Москве, в 1926 году окончил Московский кооперативный техникум, после чего работал на Тульском заводе строительных материалов. В 1931—1933 годах проходил службу в Рабоче-крестьянской Красной Армии, в 1932 году окончил курсы одногодичников войск связи. В 1940 году Додогорский был повторно призван в армию. Проходил службу в Западном военном округе, командовал взводом, затем ротой.
С июня 1941 года — на фронтах Великой Отечественной войны. Участвовал в боях в Белорусской ССР 1941 года, Смоленском сражении, битве за Москву. С апреля 1943 года Додогорский командовал 961-м стрелковым полком 274-й стрелковой дивизии. Участвовал в освобождении Смоленской области, в том числе штурме Смоленска, в частности, в боях за Большую Советскую улицу, вокзал, льнозавод. В дальнейшем участвовал в боях на Оршанском направлении, форсировании реки Лучеса, освобождении Украинской ССР. 20 июля 1944 года подразделения полка вышли к государственной границе СССР — реке Западный Буг — и форсировали её. 28 июля 1944 года полк вышел к Висле. В дальнейшем полк участвовал в Висло-Одерской операции. В ходе неё Додогорский особо отличился.
16 января 1945 года в ходе наступления с Пулавского плацдарма полк Додогорского прорвал вражескую оборону и совместно с другими частями освободил Радом. 18 января он переправился через Пилицу. 4 февраля 1945 года, преследуя отступающие войска противника, полк вышел к Одеру в районе Франкфурта-на-Одере.
Указом Президиума Верховного Совета СССР от 24 марта 1945 года за «образцовое выполнение боевых заданий командования на фронте борьбы с немецкими захватчиками, отвагу и геройство, проявленные в боях при форсировании Вислы, захвате и удержании плацдарма на его западном берегу» полковник Пётр Додогорский был удостоен высокого звания Героя Советского Союза с вручением ордена Ленина и медали «Золотая Звезда» за номером 5196.
Участвовал в Берлинской операции. После окончания войны три года служил в Группе советских войск в Германии. В 1948 году Додогорский окончил курсы «Выстрел». В 1972 году в звании полковника он был уволен в запас. Проживал в Выборге. Скончался 4 февраля 1976 года, похоронен на Северном кладбище в Выборге.
Был также награждён четырьмя орденами Красного Знамени, орденами Суворова 3-й степени, Красной Звезды, рядом медалей.
В честь Додогорского названа улица в селе Ярополец.